# Райхенбах, Генрих Густав
Ге́нрих Гу́став Ра́йхенбах (нем. Heinrich Gustav Reichenbach; 1824—1889) — немецкий ботаник-систематик, птеридолог и орнитолог; самый значительный специалист по орхидеям в Германии XIX века.

## Биография
Родился 3 января 1824 года (в статье Энциклопедического словаря Брокгауза и Ефрона о его отце указан 1823 год) в семье ботаника Генриха Готтлиба Людвига Райхенбаха, которому в конце его жизни Генрих Густав помогал — а после смерти отца продолжил — издавать величественный ботанический труд — Icones Florae Germanicae et Helveticae.
Уже с 18 лет под руководством отца Генрих Густав начал изучать орхидеи. Как и отец, Райхенбах-сын прошёл курс естественных наук в Лейпцигском университете. 
В 1848 году ему было поручено преподавать ботанику и зоологию в Тарандтской лесной академии, где он читал лекции в течение пяти семестров.
В 1852 году он получил учёную степень кандидата наук (диссертация была посвящена пыльце орхидей); 10 июля получил хабилитацию и был утверждён экстраординарным профессором ботаники и одновременно хранителем гербария в Лейпцигском университете. В 1854 году был избран членом Леопольдины.
Смерть 12 февраля 1860 года И. Г. Х. Лемана, директора Ботанического сада и профессора естествознания Академической гимназии в Гамбурге, побудила Райхенбаха подать заявку на вакантную должность. В 1863 году он переехал в Гамбург, где получил кафедру профессора ботаники в Академической гимназии, а в 1864 году стал ещё и директором ботанического сада в Гамбурге (нем. Botanischen Gartens in Hamburg).

### Работы над систематикой орхидей
В последней трети XIX века из Южной Америки и Азии в Европу хлынул поток новообнаруженных видов орхидей, и Райхенбах идентифицировал, описывал и классифицировал множество из этих видов, проделав при этом огромную черновую работу. Однако, по отзывам современных ему ботаников, ряд его систематических записей были поверхностными, приведя в дальнейшем к некоторому таксономическому беспорядку в семействе Орхидные.

Образцы новых орхидей со всех континентов посылали ему для идентификации, и они, вместе с его обильными примечаниями и рисунками, сформировали огромный гербарий, который конкурировал с гербариумом Линдли в Кью
После смерти в 1865 году друга Райхенбаха Джона Линдли, «отца современной науки об орхидеях», Райхенбах занял его место крупнейшего в мире эксперта по орхидеям.
Тем не менее Орхидариум Королевских ботанических садов в Кью пригласил к сотрудничеству в качестве ведущего систематика не Райхенбаха, как предполагал он сам, а мало кому в то время известного Роберта Ролфе (англ. Robert Allen Rolfe). Райхенбах негодовал и в возмущении завещал свой огромный гербарий и библиотеку не Садам в Кью (как ранее предполагалось), а Музею естественной истории в Вене, при условии, что музей не будет консультироваться с Кью по вопросам орхидей в течение 25 лет после его смерти. В конечном счёте это привело к ещё большей путанице в систематике орхидей, к большому числу двойных или тройных описаний одних и тех же видов орхидей, которые впоследствии пришлось с большим трудом исправлять.
В 1886 году Генрих Зандер (англ. Henry Frederick Conrad Sander, нем. Heinrich Friedrich Conrad Sander) привлёк художника Генри Муна (англ. Henry Moon) (1857—1905) к работе по созданию ботанических иллюстраций орхидей с описаниями Райхенбаха. В 1888—1894 годах были созданы 192 листа. Мун рисовал орхидеи с натуры, пользуясь коллекцией Зандера, потом переводил рисунок в гравюру, печатал оттиски, затем каждый гравюрный оттиск раскрашивался акварелью от руки. По мере их создания они печатались в течение 6 лет ежемесячно. Это издание сейчас известно как «Reichenbachia» и является самым богатым когда-либо созданным справочным источником по орхидеям.
После смерти Райхенбаха 6 мая 1889 года, его работы были продолжены Фридрихом Вильгельмом Людвигом Кренцлином (нем. Friedrich Wilhelm Ludwig Kraenzlin) (1847—1934).
f. (или fil., от лат. filius — сын) добавляются к его ботанической аббревиатуре при описанных им таксонах, чтобы отличить от отца, Генриха Готлиба Людвига Райхенбаха, ботаническое сокращение имени которого — Rchb.
В честь Райхенбаха-сына в 1881 году Жоан Барбоза Родригес (порт. João Barbosa Rodrigues) назвал род растений Райхенбахантус (Reichenbachanthus Barb.Rodr.) семейства Орхидные.

## Научные труды
- Reichenbach, H. G. Orchideae in Flora Germanica… Tentamen Orchidographiae Europaeae. 1850—1851 (лат.)
- Reichenbach, H. G. De pollinis Orchidearum genesi ac structura et de Orchideis in artem ac systema redigendis. Commentatio quam ex auctoritate amplissimi philosophorum ordinis die mensis julii decimo hora decima MDCCCLII illustris ictorum ordinis concessu in auditorio juridico pro venia docendi impetranda publice defendet. Lipsiae, F. Hofmeister, 1852 (лат.) (докторская диссертация)
- Deutschlands Flora… 13/14-22, 1850—1886 (нем.)
- Reichenbach, H. G. Pescatorea. Iconographie des Orchidees. Bruxelles. 1854—1855. (нем.) (совместно с Г. Люддеманном)
- Reichenbach, H. G. Catalog der Orchideen — Sammlung von G. W. Schiller. 1857 (нем.)
- Reichenbach, H. G. & Kraenzlin, W. L. Xenia Orchidacea. Beiträge zur Kenntniss der Orchideen. Leipzig, F. A. Brockhaus, 1858—1900 (нем.) (в 3 томах, с 250 таблицами)
- Reichenbach, H. G. Beiträge zu einer Orchideenkunde Central-Amerika’s. Hamburg, T.G. Meissner, 1866 (нем.) (с 10 таблицами)
- Reichenbach, H. G. Beitrage zur Systematischen Pflanzenkunde. 1871 (нем.)
- Refugium Botanicum; or, Figures and Descriptions from Living Specimens of Little Known of New Plants of Botanical Interest. London, Vols. 1-5, 1869—1882 (лат.) (с 72 таблицами)
- Reichenbach, H. G. Otia Botanica Hamburgensia…. 1878—1881 (лат.) (в двух частях: I — 21 Apr 1878, II — 8 Aug 1881)